# Keigo Higashino
Keigo Higashino (東野 圭吾, Higashino Keigo,  Osaka, 4 februari 1958) is een Japanse auteur, vooral bekend voor zijn misdaadromans. Hij was de 13e voorzitter van de vereniging Mystery Writers of Japan van 2009 tot 2013. Hij won in 1985 de 31e Edogawa Rampo Prijs voor zijn roman Hōkago (放課後).

## Biografie
Higashino was geboren in Ikuno-ku, een wijk gelegen in Osaka, in een arm gezin. Tijdens zijn middelbare schooltijd begon hij mysterieverhalen te lezen en ook zelf te schrijven.
Higashino studeerde af met een bachelor in de elektrotechniek en in 1981 begon hij te werken als ingenieur bij DENSO Corporation. In zijn vrijetijd bleef hij schrijven en in 1984 haalde zijn inzending voor de Edogawa Rampo Prijs de finale. In 1985 won hij de Edogawa Rampo prijs voor zijn roman Hōkago (放課後). Hij nam in 1986 ontslag bij DENSO om in Tokio een carrière als fulltime schrijver te beginnen.

## Prijzen, nominaties en onderscheidingen
- Edogawa Rampo Prijs (1985)
- Naokiprijs (2006)
- Honkaku Mystery Prijs (2006)
- Chūōkōron Prijs (2012)
- Edgar Allan Poe Award (2012, genomineerd)
- Barry Award (2012, genomineerd)
- Shibata Renzaburō Prijs (2013)
- Yoshikawa Eiji Prijs voor Literatuur (2014)
- Kikuchi Kan Prijs (2023)
- Eremedaille met het paarse lint (2023)
- Eremedaille met het donkerblauwe lint (2024)

## Nederlandse vertalingen
- De fatale toewijding van verdachte X (容疑者Xの献身, Yōgisha X no Kenshin) (2005)
- Redding van een heilige (聖女の救済, Seijo no Kyūsai) (2013)
- Afrekening in midzomer (真夏の方程式, Manatsu no Hōteishiki) (2014)